# Francisco Ledesma (giocatore di calcio a 5)
Francisco Ledesma López, detto Paco (Saragozza, 18 dicembre 1966), è un ex giocatore di calcio a 5 spagnolo.

## Carriera
Ha disputato 19 incontri con la Nazionale maschile di calcio a 5 della Spagna, mettendo a segno 9 reti.

## Palmarès
- Coppa di Spagna: 1
Sego Saragozza: 1992-93